# Trecento
A trecento ([treˈtʃɛntoʊ], olaszul: háromszáz) a reneszánsz kor 1300-as éveire utal. Jelenti az 1300-as évek művészetét (protoreneszánsz illetve késő gótika) és magát az évszázadot (14. század) is. Az elnevezés Giorgio Vasaritól származik.

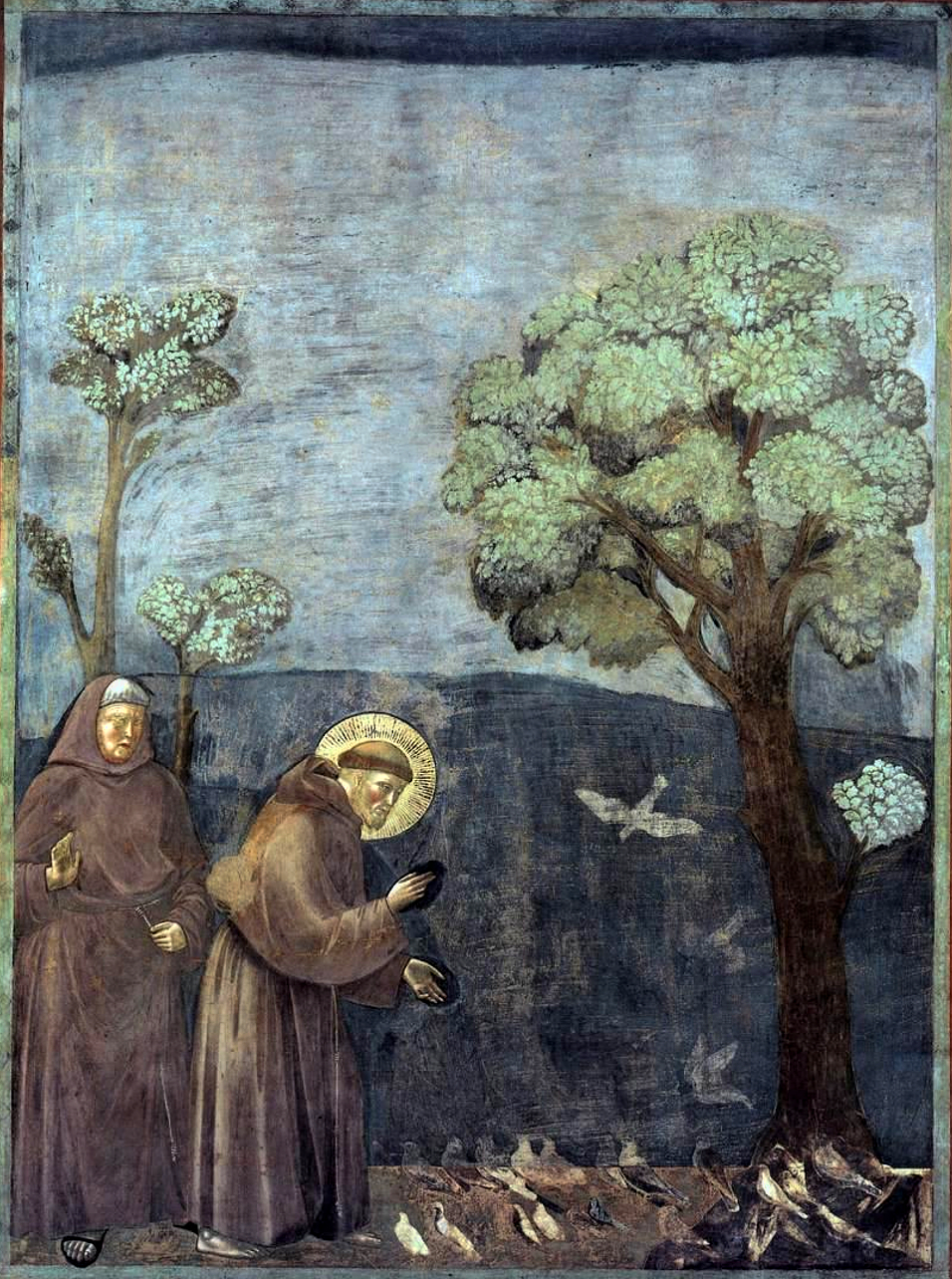
Giotto di Bondone: Szent Ferenc életét bemutató freskó

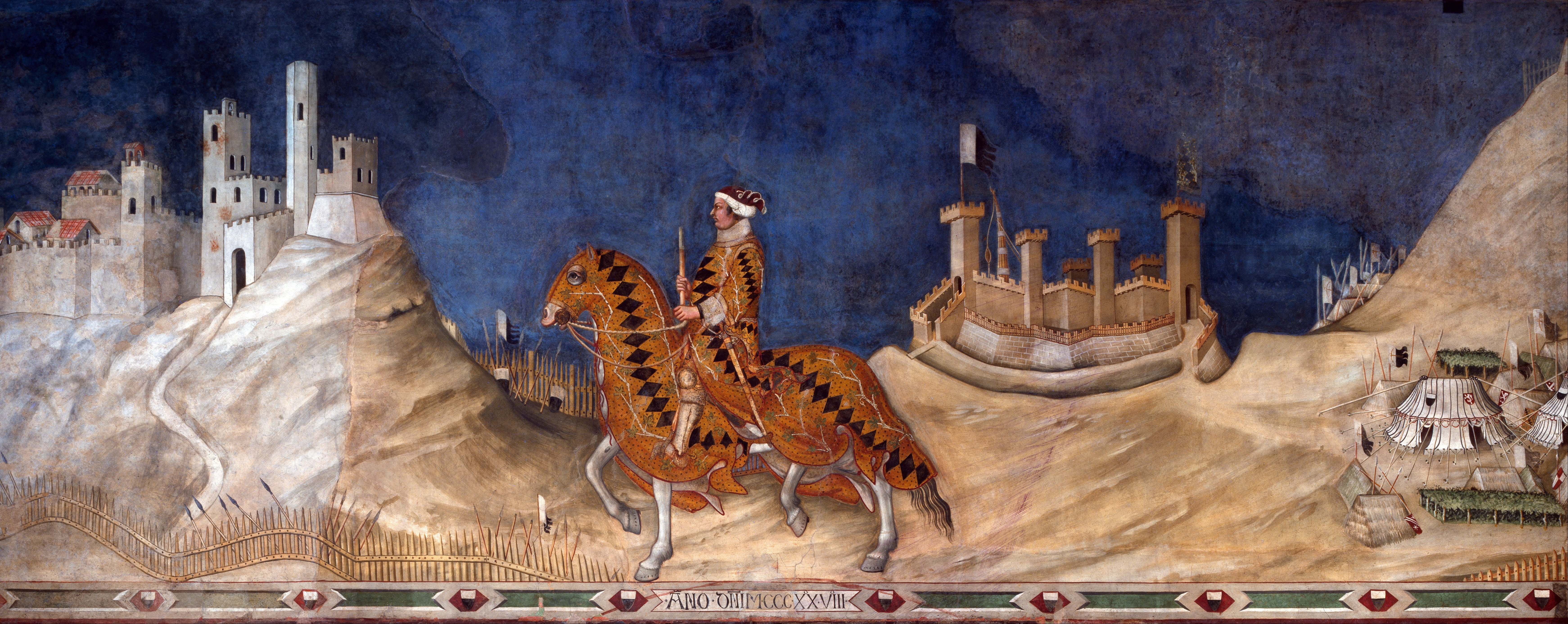
Simone Martini: Guidoroccio da Fogliano Montemassi ostromakor

Itáliában ekkor még mindig divatosak voltak a román stílusú építmények, azonban a templomok belső falfelületeit nem mozaikkal, hanem monumentális freskókkal díszítették.
A freskófestészet megjelenésével új művészi igények fogalmazódtak meg:
- a vallásos téma továbbra is fontos, de oldódik a megjelenítés merevsége
- a képek előterében a cselekmény mozgalmassá válik
- a figurák megfogalmazása plasztikus, tekintetük és mozgásuk érzelmet fejez ki; a drapériák, ruharedők követik az alakok mozgását, de a kontúros vonalvezetés még nem szűnik meg
- a térszerűség élménye fokozódik, de a fény-árnyék hatás még hiányzik
- törekszenek a természeti környezet jelzésszerű megjelenítésére, habár a háttér díszletszerű marad
- a figurák mögötti épületek maketthatásúak, a hátteret díszítik

A trecento művészetet Itálián kívül kiválóan lehet tanulmányozni a budapesti Szépművészeti Múzeum olasz tárlatán is, Európa egyik legjelentősebb trecentogyűjteményén.

## Jelentősebb művészek
- Giotto di Bondone (1267 k.–1337)
- Simone Martini (kb. 1284–1344)
- Ambrogio Lorenzetti
- Gentile da Fabriano
- Antonio Pisanello
- Maso di Banco
- Andrea da Firenze (eredetileg Andrea Buonaiuti)
- Altichiero da Zevio